# Phronia lutescens
Phronia lutescens är en tvåvingeart som beskrevs av Walter Leopold Victor Hackman 1970. Phronia lutescens ingår i släktet Phronia och familjen svampmyggor. Arten har ej påträffats i Sverige. Inga underarter finns listade i Catalogue of Life.